# Forte Liberia
Il  Forte Liberia  (Fort Libéria in lingua francese) si trova nella città francese di Villefranche-de-Conflent, nel dipartimento dei Pirenei Orientali, alla confluenza della valli del Têt, della Rotja e del Cady.
Costruito su progetto dell'architetto militare e futuro maresciallo di Francia Sébastien Le Prestre de Vauban, è stato inserito nel 2008 nella lista del Patrimonio mondiale dall'UNESCO. Nel 2009 è stato anche classificato Monumento storico di Francia. Esso domina il comune di Villefranche-de-Conflent da un'altezza di 150 m ed è a questo collegato tramite una scala sotterranea di 734 gradini.

## Storia
Esso venne eretto a seguito della spartizione della Catalogna tra Francia e Spagna, conseguente la Pace dei Pirenei (1659), che aveva posto fine alla Guerra franco-spagnola che durava dal 1635, contemporaneamente alla costruzione della cittadella di Mont-Louis, che si trova più a monte lungo la valle del fiume Têt.
Fu sede delle prigioni delle avvelenatrici di re Luigi XIV. Quando l'esercito francese lo lasciò, il Demanio lo mise in vendita. Il primo proprietario privato comparve nel 1925, certo signor Laurens, un anziano armatore in pensione, che intendeva trasformarlo in pensionato per marinai. Egli fece così radere al suolo la caserma degli ufficiali, situata al primo piano della fortezza, per creare un salone  d'onore. In effetti il difficile accesso e la lontananza dal mare fecero sì che il progetto non andasse in porto.
Venne così nuovamente posto in vendita e nel 1955 fu acquistato da certo sig. Marcel Puy, che ne fece dono di nozze alla sua sposa. Nel 1984 questa stipulò un contratto di enfiteusi della durata di 99 anni con quattro commercianti della cittadina, che provvidero al suo restauro e lo riaprirono al pubblico nel 1987.